# Folscheid
Folscheid (luxemburgisch Foulschtⓘ, französisch Folschette) ist eine Ortschaft in der Gemeinde Rambruch im Kanton Redingen im Großherzogtum Luxemburg.

## Lage
Folscheid liegt an der CR 116 zwischen Rambruch im Norden, Hostert im Westen und Escheid im Osten.

## Allgemeines und Geschichte
Folscheid ist ein kleines, ländlich geprägtes Dorf im Süden des Gemeindegebietes. Bereits für das 14. Jahrhundert ist eine Kirche in Folscheid belegt. Bis 1978 war Folscheid eine Gemeinde, zu der auch die Nachbarorte Horstert, Escheid und Rambruch gehörten. Die Gemeinde fusionierte zum 1. Januar 1979 mit den Gemeinden Arsdorf, Bondorf und Perl zur neuen Gemeinde Rambruch.

## Sehenswertes
- Kath. Kirche St. Lambert aus dem 17. Jahrhundert